# Суднобудування і судноремонт
Журнал «Суднобудування і судноремонт» — спеціалізоване друковане видання українською мовою. Виходить з серпня 2003 року, кожні два місяці (шість номерів на рік). У 2023 році після російського вторгнення, видання перейшло на українську мову.
Журнал присвячений суднобудуванню і судноремонту Україні, Росії, країн Співдружність Незалежних Держав/СНД. Друкується методом повноколірного друку на папері вищої якості.
У кожному номері представлені інтерв'ю з керівниками провідних підприємств галузі, конструкторських бюро і судноплавних компаній. Статті про проекти судів базуються на оригінальних специфікаціях. Видання містить повний комплект схем загального розташування, фотографії зі стапеля і ходових випробувань судів, а також опис ремонту суден, процесу реновації механізмів і комплектування. У журналі регулярно публікуються огляди військового кораблебудування і матеріали з історії суднобудування.
Засновник та головний редактор журналу «Суднобудування та судноремонт» — відомий український журналіст Микола Борисович Дубров.